# 张怀德
张怀德（？—？），辽东人，清朝政治人物。同进士出身。

## 生平
順治十二年（1655年）乙未科進士。曾任福州府知府一职，後由谭琳接任。